# Esclafamuntanyes
Esclafamuntanyes és un personatge mític de la cultura popular valenciana, del qual hi ha diverses versions.
En les rondalles d'Enric Valor apareix com un dels quatre germans de Penàguila (Esclafamuntanyes, Passaponts, Arrancapins i Plegallanes) que volen canviar la seua vida i destí. Esclafamuntanyes seria una mena de Prometeu popular.
Hi ha autors que consideren que aquest personatge és una mena de parent de la zona de Xixona del personatge català Joan de l'ós, que també té tradició a Castella amb la figura de Juan del oso o en la zona de Castelló en el personatge de Tombatossals.